# کاسپاز
کاسپاز یا کاسپاراز (انگلیسی: Caspase) گروهی از آنزیم‌ها هستند که به خانوادهٔ پروتئازها تعلق دارند و این آنزیم‌ها، نوعی فعالیت سیستئین پروتئازی ویژه دارند، بدین نحو که یک سیستئین در جایگاه فعالشان به‌صورن نوکلئوفیل به پروتئین هدف حمله‌ور شده و آنرا در محل باقیماندهٔ اسید آسپارتیک می‌شکند. 
تا سال 2009 میلادی 11 یا 12 کاسپاز در انسان و 10 کاسپاز در موش کشف شده بود که هریک فعالیت خاصی دارند.
آنزیم های کاسپاز  در مرگ برنامه‌ریزی‌شدهٔ آپوپتوز، پایروپتوز، التهاب و تمایز سلولی نقش مهمی دارند.
این آنزیم‌ها علاوه بر نقش اولیهٔ خود در سلول، اهمیت بالینی فراوانی هم دارند. فقدان کاسپازها یا نقصان عملکردی‌شان، می‌تواند منجر به سرطان شود. کاسپاز 1 را در بروز برخی بیماری‌های خودایمنی دخیل دانسته‌اند. بیش‌فعالی کاسپاز 3 در بروز برخی بیماری‌های نورودژنراتیو از جمله بیماری آلزایمر نقش دارد.
اختلال در فرآیند تمایز سلولی در بعضی بافت ها و سلول های بدن می تواند باعث تکثیر بی رویه سلولی و ایجاد بیماری هایی از جمله بیماری سرطان شود. امروزه یکی از روش های درمان بعضی از انواع سرطان ها  برای القای تمایز و جلوگیری از تکثیر سلول ها روش تمایز درمانی است. شواهد حاکی از آن است که آنزیم های کاسپاز از جمله آنزیم های کلیدی و مهم در فرآیند تمایز سلولی می باشند که توانایی راه اندازی آبشارهای پیام رسانی برای پیشروی تمایز را دارند.
در مسیر تمایز سلولی، کاسپازها از طریق مسیر میتوکندریایی و با آزاد شدن سیتوکروم C از آن فعال شده و بدون آنکه آپوپتوز اتفاق بیفتد، سلول وارد فاز تمایزی می شود. برای جلوگیری از آپوپتوز سلول های در حال تمایز، این فعال شدگی به شدت تحت تنظیم بوده و به صورت اختصاصی صورت می گیرد به گونه ای که یک سلول فقط می تواند به یک نوع سلول خاص دیگر تبدیل شود.کاسپازهای مختلف برحسب نوع سلول سرطانی می توانند نقش پیشبرنده ای در تمایز این سلول ها داشته باشند [7و8].

## تقسیم‌بندی عملکردی کاسپازها
| مرگ برنامه‌ریزی‌شدهٔ سلول | نوع کاسپاز | آنزیم     | جاندار             |
| ---------------------- | ---------- | --------- | ------------------ |
| آپوپتوز                | آغازگر     | کاسپاز 2  | انسان و موش        |
| آپوپتوز                | آغازگر     | کاسپاز 8  | انسان و موش        |
| آپوپتوز                | آغازگر     | کاسپاز 9  | انسان و موش        |
| آپوپتوز                | آغازگر     | کاسپاز 10 | فقط انسان          |
| آپوپتوز                | اجراکننده  | کاسپاز 3  | انسان و موش        |
| آپوپتوز                | اجراکننده  | کاسپاز 6  | انسان و موش        |
| آپوپتوز                | اجراکننده  | کاسپاز 7  | انسان و موش        |
| پایروپتوز              | التهابی    | کاسپاز 1  | انسان و موش        |
| پایروپتوز              | التهابی    | کاسپاز 4  | انسان              |
| پایروپتوز              | التهابی    | کاسپاز 5  | انسان              |
| پایروپتوز              | التهابی    | کاسپاز 11 | موش                |
| پایروپتوز              | التهابی    | کاسپاز 12 | موش و برخی انسان‌ها |
| پایروپتوز              | التهابی    | کاسپاز 13 | فقط گاو            |
| نقش‌های دیگر            | متفرقه     | کاسپاز 14 | انسان و موش        |